# Tempio di Giano (Foro Olitorio)
Il tempio di Giano al Foro Olitorio è il secondo tempio dedicato al dio di cui si abbia notizia, oltre al tempio omonimo situato nel Foro Romano. 

## Descrizione
Fu costruito da Gaio Duilio nel III secolo a.C., all'epoca della prima guerra punica, dopo la vittoria romana alla battaglia di Milazzo; venne restaurato da Tiberio nel 17. Si sa che era iuxta theatrum Marcelli ed extra Portam Carmentalem e che vi si svolgevano feste in agosto e ottobre. È altamente probabile che sia uno dei tre templi contigui di epoca repubblicana nell'area dell'antico Foro Olitorio, dove ora sorge la chiesa di S.Nicola in Carcere, più precisamente quello più settentrionale, a destra guardando la facciata della chiesa. 
Il tempio era esastilo, di ordine ionico e presentava un'altra fila di sei colonne dietro il fronte e una di nove sul lato lungo. Era tuttavia privo di postico, ossia del colonnato posteriore, poiché la peristasi di colonne non copriva anche quel lato. Il tempio era interamente rivestito di peperino, come quello utilizzato per la costruzione del tempio di Adriano, e poggiava su una base in cementizio ricoperta di travertino. Anche le colonne e i capitelli erano costituite da marmo, a differenza del vicino tempio di Portuno che presentava una copertura in stucco. Misurava circa 26 metri in lunghezza e 15 in larghezza.
Del tempio restano sette colonne in tufo - materiale tipico dell'epoca originaria di costruzione e della tradizione romana - inglobate con il relativo architrave nel fianco destro della chiesa e due colonne rialzate sul basamento del tempio vicino al teatro di Marcello.

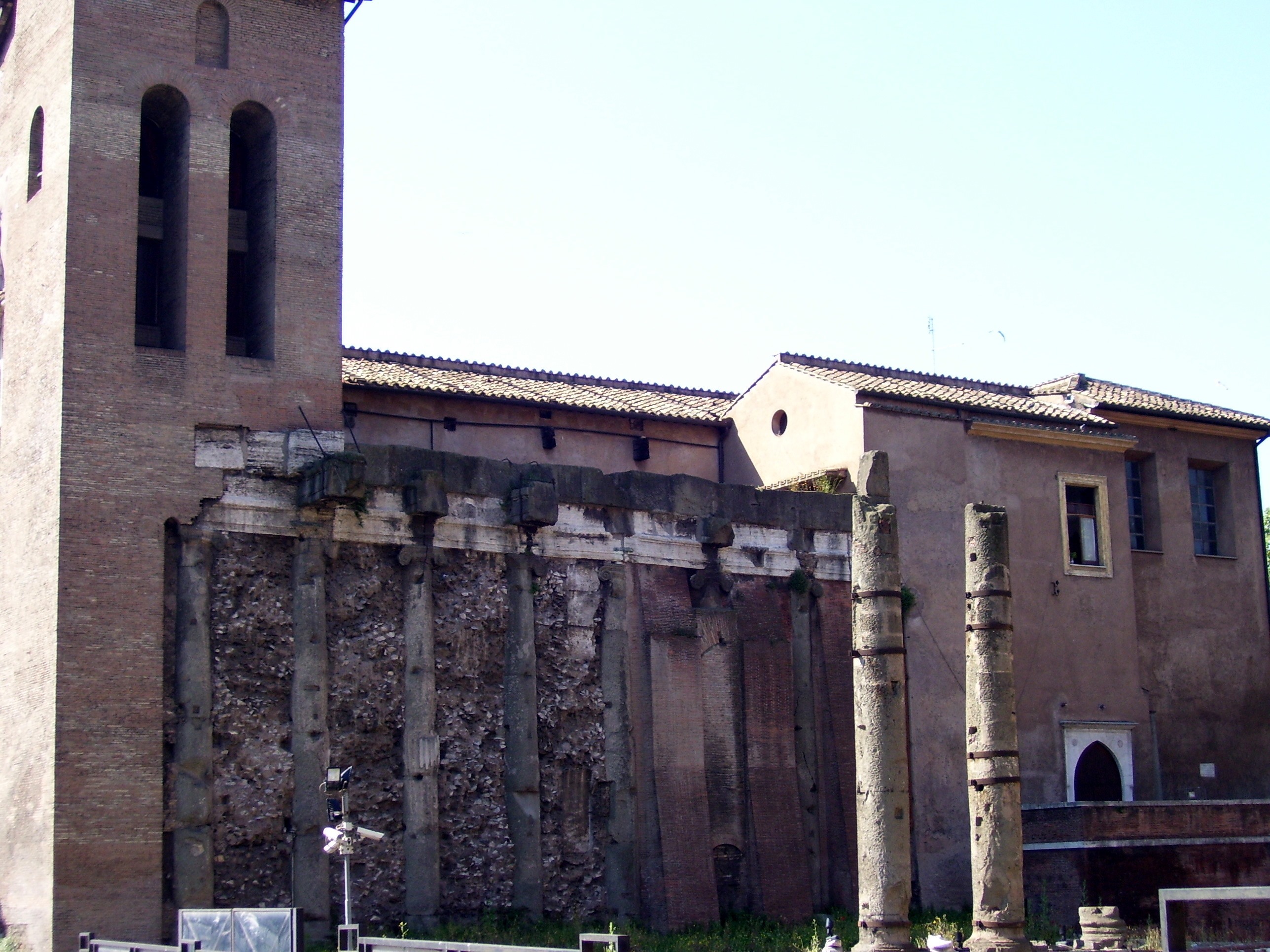
I resti del tempio di Giano inglobati nella basilica di San Nicola in Carcere
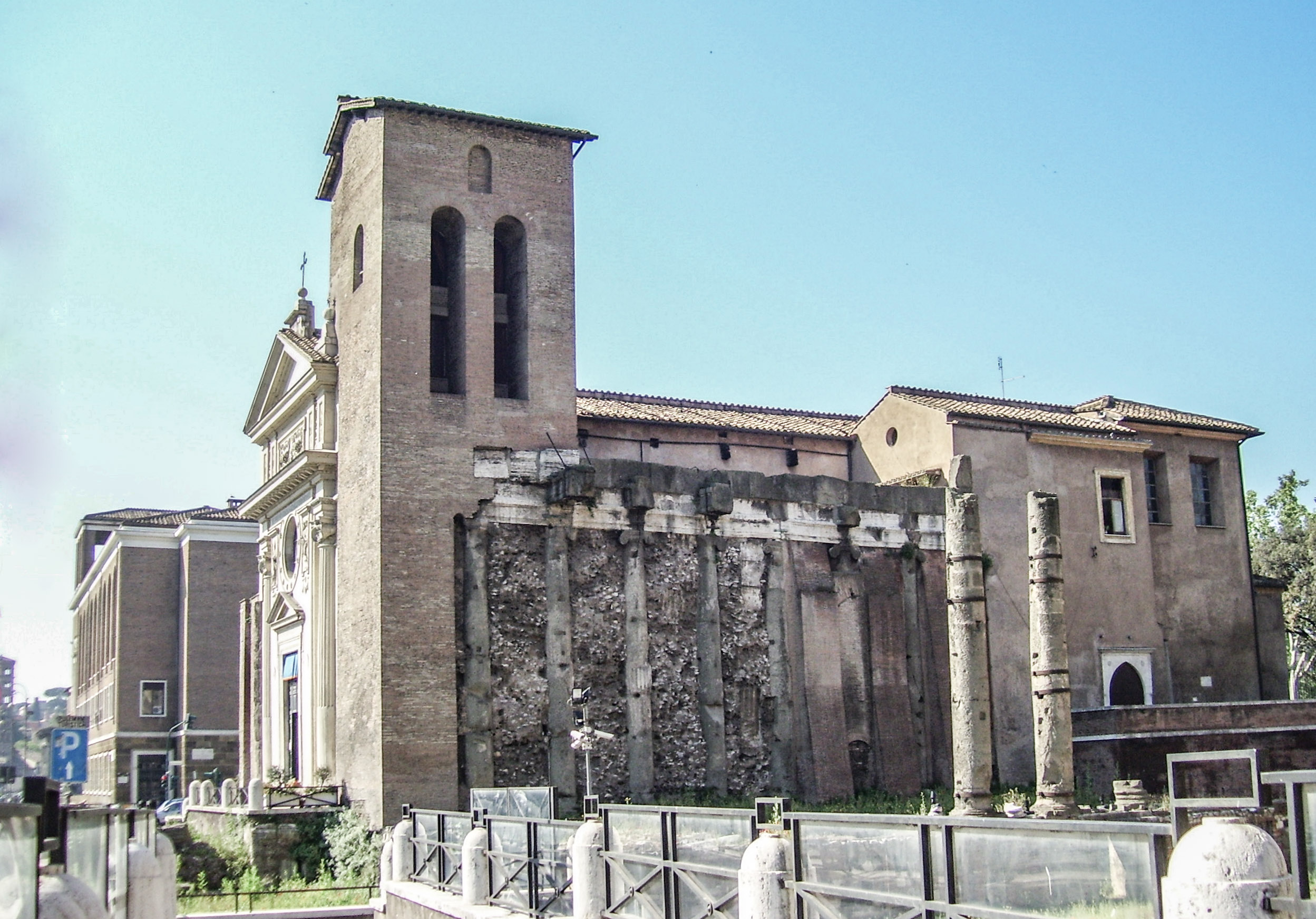